# Айбол Абікен
Айбол Єрболатули Абікен (каз. Айбол Ерболатұлы Әбікен, нар. 1 червня 1996, Алмати, Казахстан) — казахський футболіст, центральний захисник клубу «Кайрат» та національної збірної Казахстану.

## Клубна кар'єра
Айбол Абікен є вихованцем алматинського футболу. Починав грати у футбол у молодіжному складі алматинського «Кайрату». Згодом футболіста перевели до дубля. 
28 квітня 2017 року Абікен дебютував у першій команді клубу. У листопаді 2019 року футболіст продовжив дію контракту з клубом ще на три роки.

## Збірна
У національній збірній Казахстану Абікен дебютував у вересні 2019 року у матчі відбору до Євро - 2020 проти команди Росії.

## Досягнення
Кайрат
 Чемпіон Казахстану: 2020
 Переможець Кубка Казахстану: 2017, 2018, 2021